# Kamel Ghilas
 Kamel Fathi Ghilas  (* 9. März 1984 in Marseille) ist ein ehemaliger algerischer Fußballspieler.

## Karriere

### Frankreich
Bis zu seinem 19. Lebensjahr spielte Ghilas in Jugendmannschaften des FC Martigues. Dann spielte er zwei Jahre für ES Vitrolles, bevor er diesen in Richtung Cannes verließ, einen Verein in Frankreichs dritter Liga. Schnell konnte sich Ghilas als Stammspieler etablieren, so dass er in seiner ersten Saison auf 18 Einsätze kam. In der Saison 2004/2005 war er mit sieben Toren in 31 Spielen der erfolgreichste Torschütze seines Teams. Im folgenden Jahr konnte er seine Torausbeute erweitern, als er 13 Treffer erzielte. Dennoch verpasste die Mannschaft den Aufstieg in die Ligue 2, da man zwei Punkte hinter dem dritten Platz blieb, weshalb Ghilas einen Zweijahresvertrag bei Vitória Guimarães in der portugiesischen zweiten Liga de Honra unterzeichnete.

### Vitória Guimarães
Zwölf Tore in 29 Spielen sorgten dafür, dass Ghilas am Ende der Saison in das Team der besten Spieler gewählt wurde, und sein Team aufgrund des zweiten Platzes den Gang in die erste Liga gehen konnte. In der folgenden Saison kam der Verein überraschend auf den dritten Platz, welcher für die Qualifikationsphase der Champions League reichte. Trotz dieses Erfolgs war das Ende der Saison überschattet von einem Streit zwischen Ghilas und dem Klub. Ghilas, dessen Vertrag am Ende des Sommers auslief, äußerte Wechselabsichten, weshalb der Klub ihm einen neuen Kontrakt – zu verbesserten Konditionen – vorlegte, der jedoch abgelehnt wurde, weshalb er den Verein ablösefrei in Richtung Celta Vigo verließ.

### Celta Vigo
Am 12. Juli 2008 gab Vigo die Verpflichtung Ghilas bekannt; er unterzeichnete einen Dreijahresvertrag. Beim ersten Saisonsieg am 28. September 2008 gegen Teneriffa erzielte er zwei Tore zum 2:1-Sieg. Am Ende der Saison war er mit 13 Treffern der erfolgreichste Torjäger seines Klubs. Dies blieb diversen Klubs nicht verborgen, weshalb die Blackburn Rovers ein Angebot abgaben, das von Vigo akzeptiert wurde. Der Transfer scheiterte jedoch in letzter Minute durch Probleme mit dem Medizincheck.

### Hull City
Am 13. August 2009 kam schließlich doch der Wechsel zustande, allerdings nicht in Richtung Blackburn, sondern in Richtung Hull City. Ghilas bestand den Medizincheck ohne Probleme und unterzeichnete einen Vierjahresvertrag. Am 22. August 2009 erzielte Ghilas gegen die Bolton Wanderers auf Vorlage von Jozy Altidore seinen ersten Treffer für Hull, nachdem er zum ersten Mal in der Startformation gestanden war. Das Spiel endete 1:0.

### Frankreich & Belgien
2010 lieh Hull City den Stürmer an den französischen Erstligaaufsteiger AC Arles-Avignon aus. Nachdem die Mannschaft 2011 prompt in die Ligue 2 hatte zurückkehren müssen, wurde Kamel Ghilas an deren Ligakonkurrenten Stade Reims verliehen. In der Champagne fand er unter Trainer Hubert Fournier zu alter Spielstärke zurück und gehörte in dieser Saison zu den erfolgreichsten Torjägern der zweiten Division. Nach Reims’ Aufstieg in die erste Liga (2012) kam er dort aber zunehmend seltener zum Einsatz; im Januar 2014 gab der Verein Ghilas an den belgischen Erstdivisionär Sporting Charleroi ab.

### Karriereende
Als sein Vertrag im Sommer 2014 in Charleroi auslief, war Ghilas über anderthalb Jahre vereinslos, ehe er im Januar 2016 zum Dubai SC in die UAE Arabian Gulf League ging. Dort kam er insgesamt sechs Mal zum Einsatz und beendete nach der Saison seine aktive Karriere.

## Nationalmannschaft
Obwohl Ghilas in Frankreich geboren wurde und auch die französische Staatsbürgerschaft besitzt, spielt er für Algerien. Am 2. Juni 2007 debütierte Ghilas im Qualifikationsspiel für den Afrika-Cup gegen die Kapverden. Fünf Monate später gelang ihm beim 3:2-Sieg im Freundschaftsspiel gegen Mali sein erstes Tor. Nach zweijähriger Nichtberücksichtigung kam der Angreifer im Oktober 2011 gegen die Zentralafrikanische Republik zu seinem 17. A-Länderspiel.

## Sonstiges
Sein sechs Jahre jüngerer Bruder Nabil war ebenfalls algerischer Nationalspieler (8 Länderspiele/2 Tore).